# Pyropterus
Pyropterus (лат.) — род жесткокрылых из семейства краснокрылов. Встречаются в Палеарктике, главным образом в Европе.

## Описание
Третий сегмент усиков едва длиннее второго.
Вид Pyropterus nigroruber включён в Красную книгу Ярославской области.

## Систематика
Род был впервые выделен в 1838 году французским энтомологом Этьеном Мюльсаном. В составе рода около десяти видов:
- Pyropterus gilvus Kleine, 1928
- Pyropterus incisus Pic, 1925
- Pyropterus insularis Kazantsev, 1995[5]
- Pyropterus klossi Blaire, 1928
- Pyropterus malaccanus Pic, 1922
- Pyropterus maritimus Kazantsev, 1995[5]
- Pyropterus nigroruber (De Geer, 1774)
- Pyropterus pahanganus Kleine, 1939